# Halysidota grata
Halysidota grata là một loài bướm đêm thuộc phân họ Arctiinae, họ Erebidae.